# Короткоплавниковая чёрная кошачья акула
Короткоплавниковая чёрная кошачья акула (лат. Apristurus parvipinnis) — один из видов рода чёрных кошачьих акул (Apristurus), семейство кошачьих акул (Scyliorhinidae).

## Ареал
Это малоизученный глубоководный вид, обитающий на континентальных склонах в западной и центральной Атлантике в водах Колумбии, Французской Гвианы, Мексики, Панамы и США на глубине 635—1115 м.

## Описание
Накайя и Сато в 1999 году разделили род Apristurus на три группы: longicephalus (2 вида), brunneus (20 видов) и spongiceps (10 видов). Короткоплавниковая чёрная кошачья акула принадлежит к группе brunneus, для представителей которой характерны следующие черты: короткое, широкое рыло, спиральный клапан с 13—22 оборотами, верхняя губная борозда значительно длиннее нижней; прерывистый надглазничный сенсорный канал.

## Биология
Максимальный зафиксированный размер 52 см. Рацион состоит из ракообразных, кальмаров и маленьких рыб. Размножается, откладывая яйца, заключенные в твёрдую капсулу. Размер капсулы 5—6,8 см в длину и 2,5—2,9 в ширину. На переднем конце капсулы имеются две волокнистые нити, на заднем конце также есть два маленьких отростка по углам. Вероятно, эти нити служат для прикрепления капсулы ко дну.

## Взаимодействие с человеком
Часто попадает в качестве прилова в глубоководные сети. Данных для оценки состояния сохранности вида недостаточно.